# 路易斯·范加尔
阿洛伊修斯·保卢斯·马里亚·“路易斯”·范加尔（荷蘭語：Aloysius Paulus Maria "Louis" van Gaal，荷蘭語發音：[luˈʋi vɑŋ ˈɣaːl] ⓘ；1951年8月8日—），荷兰足球教練、退役足球員，曾任教荷甲球會阿積士和阿尔克马尔、西甲球會巴塞罗那、荷蘭國家隊、德甲球會拜仁慕尼黑和英超球會曼聯，期間分別在四個聯賽均贏得錦標及獲得世界盃季軍。

## 球员和个人生活

### 个人生活
雲高爾出生自阿姆斯特丹的一個富裕的天主教家庭，他是家中9个孩子中最小的一个。在他童年時期，他的父親患有嚴重的心臟病并因此去世；他的母親在大部份時間獨自撫養了多孩子的家庭。1973年，雲高爾同首任妻子费尔南达·奥伯斯（Fernanda Obbes）結婚，并且为雲高爾生下了两个女儿。但费尔南达在1994年1月17日由於胰腺癌惡化去世。痛失爱妻的雲高爾因此放弃了自己的天主教信仰，他认为“如果真的有上帝，那么他必须学会尊重人”。
费尔南达去世后，雲高爾和荷兰一家保险公司经理特吕丝（Truus）相识，因为特吕斯的公司是荷兰国家队的赞助商，两人从此相恋。2008年，已经57岁的雲高爾终于和特吕丝成婚。2009年，雲高爾出版了自己的自传。
2022年4月初，雲高爾證實自己患上前列腺癌，並已接受25次治療，但他承諾會帶領荷蘭國家隊出戰2022年世界盃。

### 球員
雲高爾从小在阿姆斯特丹当地一家名为RKSV德梅尔的球队踢球，而他的几位哥哥也都曾在这里效力。后来他在这支球队逐渐打上了主力中场，不久就吸引了荷兰豪门阿贾克斯的注意，并且于1971年加入了阿贾克斯队。在阿贾克斯时期，雲高爾只能在二队踢球，他没有为阿贾克斯一线队踢过一场正式比赛，因为他无法与他同一位置的國家隊先發成員克鲁伊夫、等人相竞争。
1973年，雲高爾选择加盟了比利时球队安特卫普。但是在安特卫普，雲高爾也没能踢上主力位置，在四年后选择回到荷甲，加盟特爾斯達队，雖然一年後球隊立刻墊底降級，但他這一季的表現引起另一支荷甲球隊鹿特丹斯巴达的興趣，於是他再次轉隊。而雲高爾在鹿特丹斯巴达做為主力球員效力了八年时间，出场248次打进26球，并且担任了球队队长，這段期間球隊成績一直保持在荷甲中上游水準，打進過數次歐洲足總杯。除了踢球之外他还在当地一所学校兼任体育教师。
1986年，雲高爾转会至阿尔克马尔队担任球员兼助理教练，在效力了一个赛季后退役，成为了专职教练。但在1988年，他因为和俱乐部的矛盾而被解雇。

## 教练生涯

### 阿積士

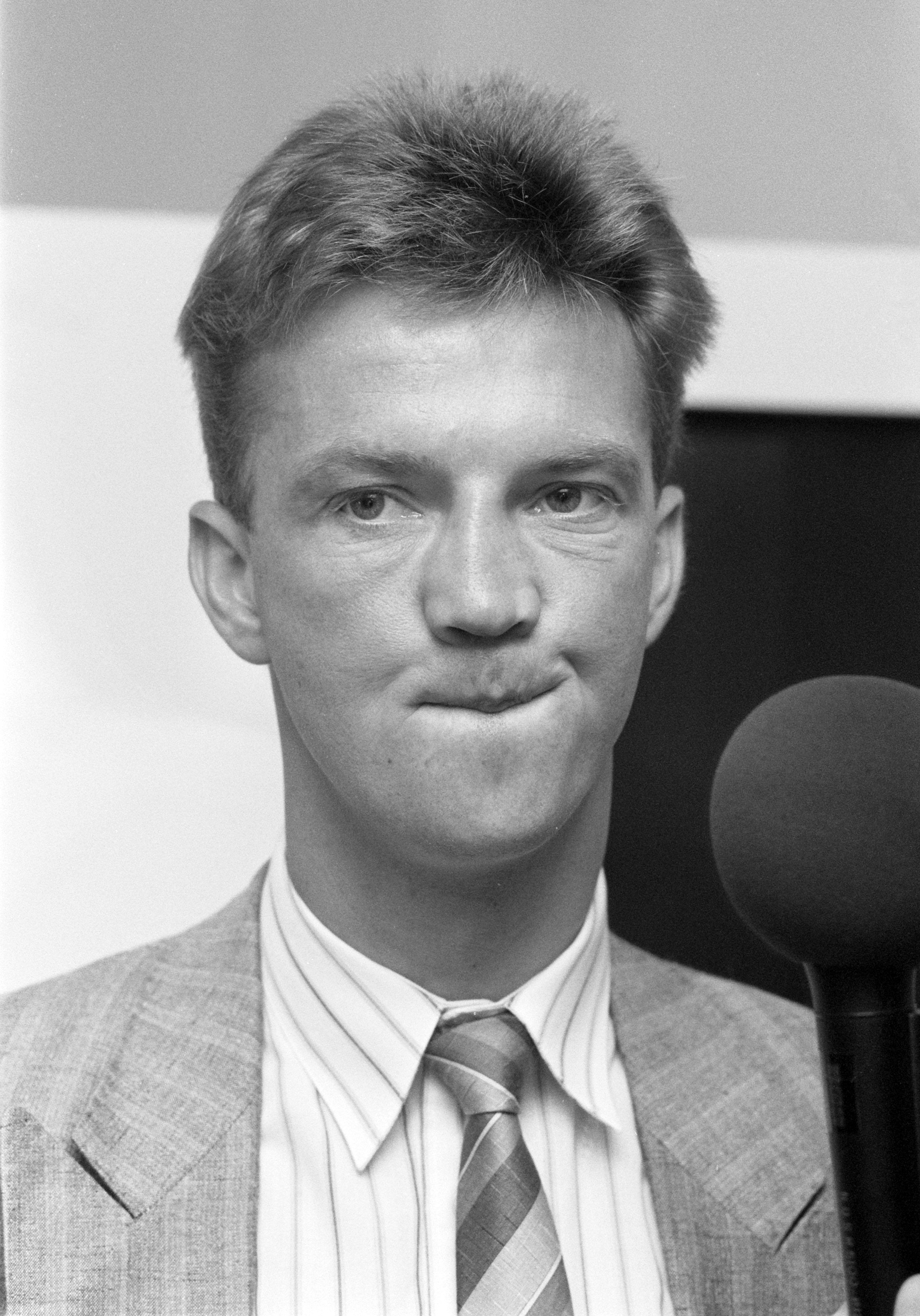
雲高爾（1988年）

自1988年始，雲高爾就在阿積士二队任教，培育出一批出類拔萃的球員，包括克鲁伊维特、西多夫等人。两年雲高爾后转职为助理教练，成为了时任主教练本哈克的助手。
1991年，本哈克前往皇家马德里担任主教练，雲高爾得以转正，开始了自己的主教练生涯。在雲高爾上任初期，阿贾克斯在和埃因霍温的对抗中处于下风，他率队的第一个赛季也未能带领球队获得荷甲联赛冠军，但是欧洲联盟杯中，阿贾克斯一路杀入决赛，并且在两回合的决赛中依靠客场进球数的优势击败了義大利的获得冠军。之后数年里，、沃特斯、等人相继转会，雲高爾从二线队提拔了戴维斯、西多夫、范德萨、雷齊格、克鲁伊维特等一大批优秀的年轻球员，再加上购入的、卡努、和里杰卡尔德等球星，阿贾克斯完成了人员更替，进入了一个辉煌年代。在之后的1993/94、1994/95和1995/96赛季，雲高爾率领阿贾克斯所向披靡，连续三次获得荷甲联赛冠军。而雲高爾执教生涯的巅峰则是1995年，这一年他带领年轻的阿贾克斯一举杀入欧洲冠军杯决赛。平均年龄仅23岁的阿贾克斯在决赛中对阵連續三屆打進歐冠決賽的義大利強權AC米兰，最终雲高爾换上的19岁的小将克鲁伊维特在第85分钟攻入了制胜球，阿贾克斯获得了他们历史上第四次获得欧洲冠军杯冠军，1994-95的阿賈克斯也是史上至今唯一一支在聯賽以及歐冠皆以不敗金身勝出的隊伍。随后球队又先后获得了欧洲超级杯和洲際盃冠军，完成了这一年洲际赛事的大满贯。
在随后的1996年，阿贾克斯连续第二年杀入欧冠决赛，但是在点球决战中负于尤文图斯。
1996/97赛季，阿贾克斯的成绩开始下滑，队内矛盾也在激化，最终雲高爾于1996年10月宣布不再与阿贾克斯续约，将在赛季结束后离任。同年，雲高爾因为在阿贾克斯取得的成就，获得了荷兰王室颁发的奥兰治-拿骚骑士勋章。

### 巴塞羅那
1997年，雲高爾正式接受巴塞罗那的邀请，接替波比·笠臣出任巴塞罗那队主教练。雲高爾刚刚加盟巴萨，队中的头号射手罗纳尔多就因为和俱乐部的矛盾转会了国际米兰，雲高爾则引进了巴西人里瓦尔多和索尼·安德森顶替空缺。此外雲高爾还带来了自己在阿贾克斯的三名荷兰旧部：博加德、赫斯普和列斯加。雲高爾执教巴萨的第一个荣誉是欧洲超级杯冠军，随后的1997/98赛季，巴塞罗那获得了西甲联赛和西班牙国王杯的双冠王，但欧冠中却在小组赛即遭淘汰。
1998年夏天，雲高爾又一口气为巴塞罗那引进了五名荷兰球员，分别是、·德波尔、·德波尔、克鲁伊维特以及，打造了一个强大的“荷兰帮”。

恰逢1999年是巴塞罗那俱乐部成立一百周年，俱乐部希望以欧洲冠军来庆祝百年华诞，但在欧冠赛场上，巴塞罗那最终陷入了有拜仁慕尼黑和曼联的死亡之组，最终连续第二年小组赛出局。不过球队在联赛中保持了极强的统治力，最终以11分的巨大优势力压皇家马德里赢得冠军。
在经历了连续两个赛季获得成功后，雲高爾和球队内部的矛盾逐渐加深。里瓦尔多在1999年凭借在俱乐部和国家队的优异表现获得了欧洲金球奖和世界足球先生，但他非常不满雲高爾给他设定的左边锋的位置，两人关系恶化。
荷兰帮和巴萨本土球员的矛盾也被媒体曝光，因此雲高爾和媒体交恶。巴塞罗那在1999/2000赛季战绩下滑，未能获得一项冠军。一直力挺雲高爾的巴萨主席努涅斯被迫宣布下台，最终在2000年5月20日，雲高爾宣布辞职。
雲高爾执教巴萨虽然争议颇多，但是球队仍然取得了不错的成绩。而且雲高爾为巴塞罗那培养了一些优秀新人，日后成为巴萨核心球员的普约尔和哈维都是在这一时期被雲高爾提拔进入一线队的。而雲高爾后来也感謝巴塞為他圓夢：「對我來說，這是件非常值得驕傲的事情，因為這是我當年執教時的一個心願。我和很多青訓球員有接觸，我給他們不少出場機會。現在隊中不少核心都是在我手下開始職業生涯的，對於這一點我很滿足。」

### 荷兰国家队
2000年7月7日，雲高爾接受了荷兰足协的邀请，正式出任荷兰国家队主教练一职。但他的首次国家队执教历程却是灾难性的，在2002年世界杯预选赛中，荷兰队首场比赛就在主场被爱尔兰队2-2逼平，在2000年10月11日又0-2负于葡萄牙队，2001年3月28日，荷兰队又在2-0领先的大好局面下被葡萄牙队逼平，出线形势岌岌可危。在2001年9月1日，荷兰队在关键比赛中客场0-1负于爱尔兰队，彻底失去了参加2002年世界杯决赛圈比赛的资格，甚至都无缘附加赛。最终雲高爾在2002年1月宣布离职，由接任，而后来雲高爾在自传中也承认这次经历是他执教生涯的一个污点。据雲高爾自传的描述，曼联曾在2001年接触雲高爾希望他能成为亚历克斯·弗格森的继任者，但弗格森随后取消了退休计划，此事便不了了之。

### 重返巴萨
2002年夏天，在经历了连续三个赛季无缘冠军的低迷后，巴塞罗那主席加斯帕特决定让雲高爾重返巴萨。而与雲高爾早已决裂的里瓦尔多当即要求转会，最终加盟了AC米兰。雲高爾第二次执教巴萨时，巴萨没能为他引进所需的球员，而新引进的阿根廷人的风格也不为雲高爾所喜欢。
2002/03赛季，巴萨在联赛中的开局极其糟糕，整个联赛前半程的19场比赛只赢下了4场，虽然他带领巴萨在2002/03赛季的欧冠中曾创下过十连胜的惊人纪录，但球队整体的低迷表现还是让雲高爾在2003年1月下课。儘管二度執教巴塞僅僅半年，還是讓雲高爾發掘了後來的中場大腦恩尼斯達。

### 阿爾克馬爾
2003年9月，雲高爾重返阿贾克斯队担任技术总监，但在一年后的2004年11月，雲高爾因为和时任主教练罗纳德·科曼不和而离开阿贾克斯。
2005年7月1日，雲高爾被正式任命为阿尔克马尔队主教练，在执教的第一个赛季率领球队获得亚军。2006/07赛季，阿尔克马尔队本来极有希望获得他们已经阔别26年的荷甲联赛冠军，但是球队却在联赛最后一轮意外负于鹿特丹精英，遗憾的与冠军擦肩而过。
2007/08赛季，阿尔克马尔战绩大幅下滑，一度在降级区边缘徘徊，而最终排名则仅位列第11位。由于战绩糟糕，雲高爾原本打算在赛季中就辞职，但在球员的挽留下决定继续留守。
在随后的2008/09赛季，雲高爾的阿尔克马尔终于重回正轨，阿爾克馬爾自第3輪主場1比0擊敗埃因霍温後，在往後的比賽取得24勝4平的优异成绩，最後阿爾克馬爾更於第31輪提早確定奪得聯賽錦標，而球队的最终积分领先第二名达11分之多，事隔二十八年後再成為荷甲冠軍，这也是阿尔克马尔历史上的第二个荷甲联赛冠军。

### 拜仁慕尼黑
2009年7月1日，雲高爾正式接任拜仁慕尼黑队主教练一职，他形容拜仁这家俱乐部是“梦幻般的”，球队也为他引进了荷兰巨星罗本。但雲高爾在拜仁的开局并不顺利，在2009/10年賽季直到联赛第四轮才取得首胜，前13轮拜仁只取胜五场。在欧洲冠军联赛中，拜仁在小组赛被波尔多双杀，出线形势危急。
但在12月8日拜仁慕尼黑客场挑战尤文图斯的比赛中，拜仁4-1大胜对手顺利出线，与此同时球队在德甲联赛的战绩也得以好转，一度打出九连胜的佳绩，迅速巩固了积分榜第一的位置。最终在2010年5月8日，拜仁慕尼黑以3-1击败了柏林赫塔队以后顺利获得德甲联赛冠军,而雲高爾也成为了历史上第一个获得德甲联赛冠军的荷兰籍主教练。同时在德国杯中，拜仁也一路杀入决赛，最终在决战4-0大胜不莱梅，完成了赛季双冠。
在2009/10赛季的欧冠比赛中，拜仁的表现也十分出色，在和曼联的四分之一决赛中，拜仁在两回合和对手4-4战平，依靠客场进球数多的优势晋级四强。在对阵里昂的半决赛中则两回合4-0淘汰对手晋级决赛。但是在决赛中，因为缺少了核心球员里贝里，雲高爾的球队以0-2的比分输给了由他的昔日助手穆里尼奥率领的国际米兰，遗憾的未能实现三冠王。
雲高爾在拜仁的第一个赛季的工作是卓有成效的，他将队内的多位老将、卢卡·托尼、博罗夫斯基、等人卖掉，此外从拜仁青训系统中提拔了多名优秀的年轻球员，包括巴德施图伯、托马斯·穆勒、阿拉巴等人均受他点拨成为了球队骨干。同时他还让施魏因斯泰格從原先邊鋒的位置改任后腰，施魏因斯泰格日後成为了世界上最优秀的后腰之一。
不过在2010/11年球季中，拜仁慕尼黑的战绩下滑，联赛只取得第三名，冠军联赛则在八分之一决赛被国际米兰淘汰。固执己见的雲高爾和拜仁俱乐部管理层矛盾重重，
最终在2011年4月10日被拜仁解雇。。

### 重掌荷兰
2012年7月6日，荷兰足协宣布任命了雲高爾为新一任荷兰国家队主教练，雲高爾得以获得了第二次执教国家队的机会，而他也带领荷兰队在世界杯预选赛以9胜1平的出色战绩顺利获得了2014年世界杯决赛圈的出线权。在決賽周期間，雲高爾帶領的荷蘭隊在分組賽首輪就以5-1大勝脅歐洲國家盃及世界盃雙料冠軍衛冕的西班牙隊，而西班牙隊作為一直被看好的冠軍熱門，在此戰後竟一蹶不振，再敗智利隊而於分組賽出局。而荷蘭隊則擊倒智利隊及澳洲隊3戰全勝，全取9分，以首名姿態出線。荷蘭隊在淘汰賽階段驚人的體力及意志，先在16強於補時階段險勝墨西哥隊2-1，再於8強和4強分別與哥斯達黎加隊、阿根廷隊激戰120分鐘，在與哥斯達黎加隊的比賽中雲高爾兵行險著調入二號門將克鲁尔，其4次猜中對手的射12碼方向及2次撲出來球之出色表現，贏得大眾對告魯爾的技術及雲高爾的調動能力之認同。其後球隊雖然被阿根廷隊於十二碼淘汰，但於對戰巴西隊的季軍戰則以3-0的賽果完勝對手，此外隨著雲高爾在第93分鐘將後備門將換入施尔利臣上場，這使荷蘭隊成為自2002年決賽圈將球員名單從22人擴充至23人以來，第一支23名球員於單屆世界盃全部上場紀錄，而施利臣亦成為世界盃史上第一位單屆被換下來二次的門將。荷蘭隊在此屆世界盃亦錄得7戰5勝2和，與冠軍德國隊同獲不敗紀錄。

### 曼聯
2014年5月19日，曼联宣佈雲高爾获得一份3年的合约，在2014世界杯之后执掌曼联，7月16日正式上任成为主教练。吉格斯担任他的助理教练。
他在紅魔首季（2014/15球季）執教的成績一般，聯賽盃派出青年軍之下出閘即脫腳大敗予米尔顿凯恩斯0-4。足總杯8強被阿仙奴淘汰。其後曼聯分別以3-0、2-1、4-2擊敗熱刺，利物浦和曼城三支強隊，但其後亦馬上以0-1、0-3、0-1分別不敵車路士，愛華頓，西布朗。他最終帶領曼聯以第四名完成球季，奪得下季歐聯附加賽資格。
次季（2015/16球季），歐聯附加賽兩回合勝出後，曼聯相隔一個球季終於重返分組賽，但兩場作客敗予燕豪芬和禾夫斯堡則令紅魔最終排名小組第三而要轉戰歐霸盃，惟於十六強被利物浦淘汰，終結雲高爾執教生涯多年來面對紅軍不敗的戰績。聯賽表現時好時壞，在列強對決中不處下風，但對戰中下游球隊則失分頗多，最後以第五名完成賽事。聯賽盃於第四圈被米杜士堡淘汰。足總盃則一路殺敵，最後於決賽擊敗水晶宮奪標，創紀錄第12次奪魁之餘，亦奪得自費格遜榮休後的首項重要錦標，來季以足總盃冠軍身份出戰歐霸盃。但一座遲來的冠軍不足以彌補荷蘭人此季大灑金錢擴軍卻未能保住歐聯席位的失誤，兩日後，即5月23日，范加爾終告烏紗不保，提早一年退休，結束自己30年的執教生涯。
雲高爾在紅魔期間，提拔年青球員方面仍有一定表現，如重用馬斯亞、魯克·梳爾、自家青訓的連加特及提拔拉舒福特和科素·文沙上一隊等。但同時，他的執拗個性亦繼續導致與隊內的球星不咬弦，其中最經典的要數與域陀·華迪斯不和而把這位加泰隆尼亞門將貶到青訓隊及禁止他使用儲物櫃，最終更將其外借。其沉悶且無理的戰術也惹來球迷不滿，如次季曼聯於聯賽只取得共49個入球，半場時多次出現0-0的比數，繼續重用沒有狀態可言的隊長朗尼和將本來司職左閘或防守中場的比連特轉踢中堅位置等。
總括來說，雲高爾執教曼聯的這兩年只能以災難來形容，他落後跟不上時代的戰術思想與頑固性格也在這期間完全現形，兩年狂花2.5億卻連歐冠參賽資格都保不住、還買來許多不堪大用的水貨，名教頭威風不再。

### 第三次執掌荷蘭
自從雲高爾於2016年被曼聯解雇以後，一直處於退休的狀態。而之前所執教的荷兰国家队在2020年歐洲國家盃於十六強早早出局後，隨即解僱。在沒有任何合適人選的情況下，2021年8月4日荷蘭足協宣佈再次任命雲高爾為新一任荷蘭國家隊主教練，任期至2022年世界盃。
他再次接手荷蘭隊後，首先面對的是開打不久的世界盃資格賽，他接手時荷蘭在小組內排名第二。他上任之後靠著土耳其多次的和局成功超車，並在主場6-1擊敗土耳其後拉開差距，最終在7輪比賽中獲得5勝2和的成績，而荷蘭隊以23分險勝21分的土耳其，拿到小組第一以及直接參加世界盃的門票，代表范加爾將連兩次率領荷蘭出戰世界盃。
另外，在接手荷蘭隊後不久，他接受老東家特爾斯達的邀請，作為代理教練執教一場荷乙比賽。在2021年9月24號舉行的這場比賽中，特爾斯達以1-0擊敗來訪的AZ青年隊。
2022年4月，范加爾出席電視節目時透露自己患上前列腺癌，將會在年底的世界盃結束後退休。
2022年11月，范加尔率领荷兰队再次出征世界杯，以三战两胜一平的成绩取得A组头名，在1/8决赛以3-1的比分淘汰美国队，晋级八强。
在2014年世界杯半决赛被阿根廷淘汰的经历，仍让老帅念念不忘。赛前接受采访时，雲鳩爾多次发表挑衅言论，表示“我们和阿根廷有一笔账要算”。12月10日，虽然荷兰队凭借韦霍斯特的梅开二度绝平阿根廷，但是在这场事关半决赛资格的争夺中，毫无疑问主导比赛的是埃米利亚诺·马丁内斯。他在十二码前拒绝了荷兰队的两次打门。随着劳塔罗·马丁内斯的一锤定音，阿根廷点球淘汰荷兰晋级四强。而这也是范加尔执教荷兰的最后一场比赛。

## 風格
范加爾個性固執，執教風格老派古典，戰術變通不足而廣受批評，輸球後又發表不忿言論輸打贏要。但是調教年輕球員的才能相當出色，出道至今發掘出不少青年才俊，比賽時多數時間都默默坐在座位上，而不像多數教練會到邊界呼喊指揮。極重紀律的范加爾喜愛採取斯巴達式管理方式，對於不服從自己的球員會採取激烈的方式反擊——寧願不交易也不讓球員上場比賽，就算是摧毀球員狀態影響後續生涯也在所不惜。

## 数据

### 球员数据
| 球队         | 赛季         | 联赛 | 联赛 | 杯赛 | 杯赛 | 欧战 | 欧战 | 总计 | 总计 |
| 球队         | 赛季         | 出场 | 进球 | 出场 | 进球 | 出场 | 进球 | 出场 | 进球 |
| ------------ | ------------ | ---- | ---- | ---- | ---- | ---- | ---- | ---- | ---- |
| 阿贾克斯     | 1971–72      | 0    | 0    | -    | -    | -    | -    | 0    | 0    |
| 阿贾克斯     | 1972–73      | 0    | 0    | -    | -    | -    | -    | 0    | 0    |
| 阿贾克斯     | 总计         | 0    | 0    | 0    | 0    | 0    | 0    | 0    | 0    |
| 安特卫普     | 1973–74      | 10   | 2    | -    | -    | -    | -    | 10   | 2    |
| 安特卫普     | 1974–75      | 3    | 0    | -    | -    | -    | -    | 3    | 0    |
| 安特卫普     | 1975–76      | 19   | 4    | -    | -    | -    | -    | 19   | 4    |
| 安特卫普     | 1976–77      | 10   | 1    | -    | -    | -    | -    | 10   | 1    |
| 安特卫普     | 总计         | 42   | 7    | 0    | 0    | 0    | 0    | 42   | 7    |
| 特尔斯达     | 1977–78      | 25   | 1    | -    | -    | -    | -    | 25   | 1    |
| 特尔斯达     | 总计         | 25   | 1    | 0    | 0    | 0    | 0    | 25   | 1    |
| 鹿特丹斯巴达 | 1978–79      | 31   | 5    | -    | -    | -    | -    | 31   | 5    |
| 鹿特丹斯巴达 | 1979–80      | 33   | 1    | -    | -    | -    | -    | 33   | 1    |
| 鹿特丹斯巴达 | 1980–81      | 33   | 5    | -    | -    | -    | -    | 33   | 5    |
| 鹿特丹斯巴达 | 1981–82      | 24   | 1    | -    | -    | -    | -    | 24   | 1    |
| 鹿特丹斯巴达 | 1982–83      | 33   | 5    | -    | -    | -    | -    | 33   | 5    |
| 鹿特丹斯巴达 | 1983–84      | 34   | 2    | -    | -    | -    | -    | 34   | 2    |
| 鹿特丹斯巴达 | 1984–85      | 30   | 4    | -    | -    | -    | -    | 30   | 4    |
| 鹿特丹斯巴达 | 1985–86      | 31   | 3    | -    | -    | -    | -    | 31   | 3    |
| 鹿特丹斯巴达 | 总计         | 248  | 26   | 0    | 0    | 0    | 0    | 248  | 26   |
| 阿尔克马尔   | 1986–87      | 17   | 0    | -    | -    | -    | -    | 17   | 0    |
| 阿尔克马尔   | 总计         | 17   | 0    | 0    | 0    | 0    | 0    | 17   | 0    |
| 职业生涯总计 | 职业生涯总计 | 333  | 34   | 0    | 0    | 0    | 0    | 333  | 34   |

### 教练数据
| 球队       | 上任          | 卸任          | 纪录 | 纪录 | 纪录 | 纪录 | 纪录  | 纪录   |
| 球队       | 上任          | 卸任          | 场次 | 胜利 | 平局 | 失利 | 胜率% | 来源   |
| ---------- | ------------- | ------------- | ---- | ---- | ---- | ---- | ----- | ------ |
| 阿贾克斯   | 1991年9月28日 | 1997年6月30日 | 285  | 196  | 49   | 40   | 68.77 |        |
| 巴塞罗那   | 1997年7月1日  | 2000年5月20日 | 171  | 95   | 32   | 44   | 55.56 |        |
| 荷兰       | 2000年7月3日  | 2002年2月1日  | 15   | 8    | 4    | 3    | 53.33 |        |
| 巴塞罗那   | 2002年7月1日  | 2003年1月28日 | 30   | 16   | 5    | 9    | 53.33 |        |
| 阿尔克马尔 | 2005年7月1日  | 2009年6月30日 | 176  | 102  | 38   | 36   | 57.95 |        |
| 拜仁慕尼黑 | 2009年7月1日  | 2011年4月10日 | 96   | 59   | 18   | 19   | 61.46 | [ 43 ] |
| 荷兰       | 2012年7月6日  | 2014年7月12日 | 28   | 17   | 9    | 2    | 60.71 |        |
| 曼聯       | 2014年7月16日 | 2016年5月23日 | 103  | 54   | 25   | 24   | 52.43 |        |
| 总计       | 总计          | 总计          | 904  | 547  | 180  | 177  | 60.51 | —      |

### 教練生涯
| 球會/國家隊 | 賽事                   | 獲獎年份                        |
| ----------- | ---------------------- | ------------------------------- |
| 阿贾克斯    | 荷兰足球甲级联赛冠军   | 1993-94年，1994-95年，1995-96年 |
| 阿贾克斯    | 荷兰杯冠军             | 1992-93年                       |
| 阿贾克斯    | 盾冠军                 | 1993年，1994年，1995年          |
| 阿贾克斯    | 欧洲冠军联赛冠军       | 1994-95年                       |
| 阿贾克斯    | 欧洲联盟杯冠军         | 1991-92年                       |
| 阿贾克斯    | 欧洲超级杯冠军         | 1995年                          |
| 阿贾克斯    | 洲際盃冠军             | 1995年                          |
| 巴塞罗那    | 西班牙足球甲级联赛冠军 | 1997-98年，1998-99年            |
| 巴塞罗那    | 西班牙国王杯冠军       | 1997-98年                       |
| 巴塞罗那    | 欧洲超级杯冠军         | 1997年                          |
| 阿尔克马尔  | 荷兰足球甲级联赛冠军   | 2008-09年                       |
| 拜仁慕尼黑  | 德国足球甲级联赛冠军   | 2009-10年                       |
| 拜仁慕尼黑  | 德国杯冠军             | 2009-10年                       |
| 拜仁慕尼黑  | 德国超级杯冠军         | 2010年                          |
| 曼彻斯特联  | 英格兰足总杯冠军       | 2015-16年                       |
| 荷兰国家队  | 世界杯足球赛季军       | 2014年                          |

## 外部連結
- Louis van Gaal Official Website （页面存档备份，存于） （荷兰文）
- Profile and stats （荷兰文）
- 足球資料庫：Louis van Gaal的領隊統計數據
- CV Louis van Gaal （荷兰文）

| 體育角色                        | 體育角色            | 體育角色 |
| ------------------------------- | ------------------- | -------- |
| 前任： 吉格斯（球員兼臨時領隊） | 曼聯領隊 2014－2016 | 繼任：   |